# New York Mills (New York)
New York Mills è un villaggio degli Stati Uniti d'America, situato nello stato di New York, nella contea di Oneida.